# Opsada Krfa 1716.
Opsada Krfa odvijala se od 8. srpnja do 21. kolovoza 1716. godine, a započela je kada je Osmansko Carstvo opkolilo grad Krf na istoimenom otoku, kojeg je tada kontrolirala Mletačka Republika. Opsada je bila dio Drugog morejskog rata (Sedmog osmansko-mletačkog rata), a uslijedila je nakon munjevitog osmanskog osvajanja Moreje 1715. godine.
Bila je velik uspjeh za Mlečane, predstavljajući njihov posljednji veliki vojni uspjeh i omogućivši im sačuvati svoju vlast nad Jonskim otocima.

## Pozadina
Nakon osmanskog poraza u drugoj opsadi Beča 1683. godine, Sveta liga okupila je većinu europskih država (osim Kraljevine Francuske, Republike Nizozemske i Kraljevine Engleske) u zajedničkom frontu protiv Osmanlija. U Velikom turskom ratu (1683. – 1699.), koji je uslijedio, Osmansko Carstvo pretrpjelo je niz poraza (poput onih u Bitci kod Mohača i Bitci kod Sente, a Mirom u Srijemskim Karlovcima mirom (1699.) bilo je prisiljeno prepustiti veći dio Ugarske Habsburškoj Monarhija, Podoliju Poljsko-Litavskoj Uniji, dok je Azov zauzelo Rusko Carstvo. Južnije, Mlečani su pokrenuli vlastiti napad na Osmansko Carstvo, tražeći osvetu za uzastopna osmanska osvajanja njihovih prekomorskih posjeda. Tijekom sukoba, mletačke snage zauzele su otok Lefkadu i poluotok Peloponez, iako nisu uspjele vratiti Kretu i proširiti svoje posjede na Egejskom moru.
Osmanlije su od samog početka bile odlučne preokrenuti te gubitke, započevši reformu svoje mornarice, dok se Mletačka Republika sve više diplomatski izolirala od ostalih europskih sila – Sveta liga se raspala nakon pobjede, a Rat za španjolsku baštinu i Veliki sjeverni rat zaokupili su pozornost većine europskih država. Osmanlije su iskoristile sebi povoljnu međunarodnu situaciju i porazom Ruskog Carstva osigurale svoje sjeverno krilo. Nakon završetka rusko-turskog rata, ohrabreno osmansko vodstvo usmjerilo je svoj fokus na Mletačku Republiku, objavivši joj rat 9. prosinca 1714. godine.
Potpomognuti vojnom nespremnošću Mletačke Republike, nevoljkošću njezine flote da se suprotstavi moćnijoj osmanskoj mornarici i nevoljkošću lokalnog grčkog stanovništva da pomogne Mlečanima, Osmanlije su brzo osvojile cijeli poluotok u srpnju i rujnu 1715. godine. U isto vrijeme, osmanska flota, pod pašom Canım Hoca Mehmed-pašom, zauzela je otoke Tinos i Eginu, a mletački namjesnici ondje su se predali bez ikakvog otpora.
Osmanlije su odmah usmjerili svoju pozornost prema zapadnim obalama današnjeg grčkog kopna, ugrožavajući mletačke Jonske otoke, a samim time i Mletačku Dalmaciju. Približavanje osmanske flote pod Canım Hoca Mehmed-pašom prisililo je mletačkog pomorskog kapetana Danielea Dolfina da ostane na Lefkadi kako bi zaštitio ranjivi otok smješten blizu kopna. Međutim, to je značilo gubitak Kitere (najjužnijeg Jonskog otoka), a ostavljena bez nade u olakšanje, Kitera se predala paši u rujnu. Ubrzo nakon toga, osmanske snage prisilile su na kapitulaciju posljednja preostala mletačka otočna uporišta kod Krete – Suda i Spinalonga. Dolfin je pokušao reagirati u Egejskom moru, ali se nije mogao susresti s osmanskom flotom pa se vratio se u Jonsko more. Obeshrabren tim događajem, napustio je Lefkadu nakon što je uništio njezine utvrde i povukao se na Krf, a osmanske snage su gotovo odmah zauzele Lefkadu.

## Mletačke pripreme i prvi potezi Osmanlija
Mlečani su bili itekako svjesni osmanskih ambicija da zauzmu Jonske otoke, koje su datirale još prije Velikog turskog rata, a do 1716. bilo je jasno da će Krf biti sljedeća meta. Pripremajući se za neizbježni sukob, mletački Senat zamijenio je Dolfina, smatranog previše plašljivim i neučinkovitim, Andreom Pisanijem, koji je već bio providur Krfu. Početkom 1716., Pisani je raspolagao s 18 galija i 12 galeota, 26 linijskih brodova i 2 vatrogasna broda. U veljači je feldmaršal grof Johann Matthias von der Schulenburg stigao na otok kao vrhovni zapovjednik mletačkih snaga. Utvrde grada Krfa, smještenog na rtu usred istočne obale otoka, bile su zanemarene tijekom prethodnih desetljeća, jer je izvanredan napor tijekom Morejskog rata ostavio mletačku riznicu praznu. Schulenburg je krenuo s jačanjem utvrda palisadama i rovovima.
Prijetnja od neposredne osmanske invazije navela je mnoge stanovnike Jonskih otoka u bijeg (neke u Dalmaciju, a druge u Italiju i na Siciliju). U isto vrijeme, Mletačka Republika borila se da osigura potrebna sredstva i ljude. Po izbijanju sukoba, Mlečani su pozvali u pomoć ostale europske države, ali osim križarskih redova Malteških vitezova i Vitezova svetog Stjepana, velike europske sile su se odazvale tek nakon gubitka Moreje. Nešto pomoći počelo je pristizati u proljeće 1716., kada su Portugal i Španjolska odgovorili na papine pozive na križarski rat ponudivši dijelove svojih flota za operacije protiv Osmanlija. Što je još važnije, Habsburška Monarhija odlučili je ući u rat protiv Osmanlija i pomoći Mlečanima. U travnju je princ Eugen Savojski poslao ultimatum za prekid neprijateljstava i vraćanje Veneciji teritorije dodijeljene Mirom u Srijemskim Karlovcima, ali su ga Osmanlije odbile i objavile rat u lipnju.
U svibnju su Austrijanci upozorili Schulenburga da se snažne osmanske snage pod vodstvom Merzifonlua Kara Mustafa-paše (guvernera ejaleta Diyarbakıra i nećaka istoimenog velikog vezira koji je vodio opsadu Beča 1683. godine) okupljaju na obali preko otoka. U isto vrijeme, osmanska flota pod Canım Hoca Mehmed-pašom prešla je iz Dardanelija u Egejsko more. Dok je držao svoje veslačke ratne brodove na Krfu, Pisani je poslao svoje linijske brodove, koji su lakše manevrirali naprijed kako bi promatrali tjesnace između Moreje i Krete. Corner se polako povukao pred mnogo većom osmanskom flotom sve do Zakintosa. Dana 22. lipnja, Pisani je poslao Cornera da presretne osmansku flotu, ali su Osmanlije odlučili zaobići tjesnace između Jonskih otoka i kopna te isploviti na otvoreno more, obilazeći Krf sa sjeverozapada. Corner je ostao pokušavajući sustići Osmanlije (prateći ih na udaljenosti od nekoliko dana).
Prolazeći pored Zakintosa, osmanski admiral poslao je pismo u kojem je zahtijevao pokornost otoka, ali nije skrenuo svoj kurs. Isto tako, samo su mali odredi iskrcani u Kefaloniji za manje napade, prije nego što je flota krenula na Krf, gdje je stigla 5. srpnja. Osmanlije su se usidrile u Krfskom kanalu (između sjeveroistočnog rta otoka i kopna) i započele pripreme za opsadu. U međuvremenu se osmanska vojska od 30.000 janjičara i 3000 spahija okupila na kopnenoj obali u Butrintu, spremna da je flota preveze preko Krfskog kanala. Zajedno s flotom, Osmanlije su navodno isporučile ne manje od 2000 topova za opsadu.
Vijest je proširila paniku na otoku – seljaci su pobjegli u utvrde grada Krfa, dok su drugi pokušali pobjeći u Otranto. Ubrzo se panika proširila i na predgrađa samog grada, gdje su i njihovi stanovnici napuštali svoje domove kako bi pronašli utočište unutar utvrda. Situacija je postala gora kada je Pisani, koji se morao suprotstaviti daleko nadmoćnijoj osmanskoj floti od 62 linijska broda samo sa svojim brodovima na vesla, odlučio ne riskirati bitku. Nakon što je razmislio o iskrcavanju svoje posade kako bi pojačao garnizon, odlučio je napustiti svoju stanicu u Krfskom kanalu i otići na otvoreno more, nadajući se da će pronaći Cornerovu eskadrilu, o kojoj nije čuo 20 dana.
Proširile su se glasine da je flota prepustila otok njegovoj sudbini, što je dovelo do izbijanja pljačke praznih kuća, kao i podmetanja požara, pa čak i ubojstava dok su se pljačkaši sukobljavali. Schulenburg je, uz pomoć Antonija Loredana, pokušao uvesti red skupljajući svoje snage za obranu grada. Dana 6. srpnja, mletački je zapovjednik raspolagao s oko 1000 njemačkih plaćenika, 400 talijanskih i dalmatinskih vojnika, 500 Krfljana i 300 Grka iz drugih krajeva. Dolazak oko 500 vojnika, pod zakintskim kapetanima Frangiskosom Romasom te braćom Nikolaosom i Frangiskosom Kapsokefalosom, predstavljao je značajno pojačanje Schulenburgovim snagama, no situacija je ostala problematična zbog niskog morala civilnog stanovništva.

## Osmansko iskrcavanje i opsada Krfa
Osmanska opsada grada započela je 8. srpnja iskrcavanjem oko 4000 janjičara i 6000 drugih vojnika u Ypsosu. Međutim, navečer istoga dana, Cornerova eskadrila neočekivano je stigla i napala osmansku flotu, unatoč tome što je imala samo 27 brodova u odnosu na osmanska 62 broda. Pomorska bitka koja je uslijedila bila je neodlučna, ali iznenadni mletački napad prisilio je osmanske brodove da presjeku svoje sidrišta i privremeno napuštaju sidrište i prekidaju njihov prijevoz osmanskih trupa. Ta akcija pokazala je odlučnost Mlečana da obrane Krf, a također je pobudila nadu u sposobnost otoka da se odupre Osmanlijama; neko vrijeme se čak činilo mogućim da bi mletačka flota mogla spriječiti prolaz osmanskih trupa. Kao rezultat toga, raspoloženje stanovništva prešlo je u entuzijastičnu potporu obrani, a više stotina dobrovoljno se javilo da pomognu u izgradnji utvrda, popunjavanju topničkih oruđa ili su se prijavili u milicije.
Dana 10. srpnja, osmanski su brodovi ponovno započeli s iskrcavanjem trupa. Sukobi s Canım Hoca Mehmedovim ljudima na otoku nastavili su se sljedećih nekoliko dana, jer su počela pristizati pojačanja i za branitelje i za Osmanlije; 18. srpnja Pisani se vratio na otok s novim ratnim brodom, 80 topova, dvama transporterima i 1500 ljudi, te brodom s hranom. Osmanske su snage proširile svoju okupaciju u unutrašnjosti, tjerajući seljake iz sela koja su zarobili.
Dana 21. srpnja, Osmanlije su stigle do predgrađa Mantouki i Gastrades. Sljedećeg su se dana prvi brodovi kršćanskih saveznika Mletačke Republike pojavili na rtu Lefkimmi na jugu – 9 brodova Malteških vitezova (prethodnica mnogo veće kršćanske flote sastavljene od brodova iz Papinske Države), Republike Genove, Španjolske i Velikog Vojvodstva Toskane. Dana 31. srpnja, stigle su 4 papinske, 2 genoveške, 3 toskanske i 5 španjolskih galija, zajedno s 4 linijska broda koja je papa unajmio. Njihov dolazak pomogao je spriječiti osmansku flotu da napadne tvrđavu sa sjeveroistoka i držati more otvorenim za opskrbu. U isto vrijeme, osmanske snage na otoku napreduju, zauzevši utvrdu San Salvatore i brdo Monte Abramo zapadno od grada. Serasker je 5. kolovoza izdao zahtjev za predaju Mlečana, zaprijetivši da će u suprotnom masakrirati posadu i sravnati grad. Schulenburg je odbio zahtjev, ali su branitelji bili u teškoj nevolji jer su pretrpjeli velike gubitke, a velik dio njihovog topništva je uništen. Istog dana, mletačka flota krenula je u sukob s Osmanlijama, ali se u posljednjem trenutku vjetar promijenio, dajući Osmanlijama prednost i prisiljavajući Mlečane da se povuku.
Dana 8. kolovoza, situacija se počela mijenjati u korist branitelja, jer je 1500 vojnika s dovoljno zaliha i streljiva stiglo da pojača garnizon, donoseći sa sobom vijest o austrijskoj pobjedi u bitci kod Petrovaradina 5. kolovoza. U noći s 18. na 19. kolovoza, Mlečani su krenuli protiv osmanskih linija, uz podršku vatre s galija, s obje strane grada. Budući da njemački kontingent nije uspio u svojim ciljevima, napad je odbačen. Zauzvrat, ujutro 19. kolovoza, janjičari su pokrenuli masovni napad na utvrde, pregazivši bastion Sv. Atanazija i dio vanjskog utvrđenog pojasa te stigli do Scarponovih vrata, gdje su podigli svoje zastave. Schulenburg je osobno vodio protunapad te uspio potisnuti Osmanlije natrad. Sljedećeg dana došla je oluja koja je izazvala pustoš u obje flote; neke od kršćanskih brodova vjetrovi su otkačili i odbacili prema obali, dok je osmanska flota pretrpjela nešto veće gubitke.
Osmanlije su reorganizirali svoje snage 20. kolovoza kako bi nastavili s napadom na utvrdu, ali je španjolska eskadrila od 6 linijskih brodova stigla sljedećeg dana. Tijekom noći, branitelji su mogli vidjeti mnogo aktivnosti u osmanskim linijama te je bilo potpuno očekivano da će se sljedećeg dana suočiti s još jednim osmanskim napadom. Umjesto toga, ujutro su našli osmanske linije napuštene – Osmanlije su obustavile opsadu i počele se ukrcavati na svoje brodove (u takvoj žurbi da su za sobom ostavili mnoge zalihe te mnogo opreme, uključujući i neke od najtežih opsadnih topova). To je predstavljalo idealnu priliku za mletački napad, ali Pisani je to odbio učiniti zadovoljivši se povlačenjem svojih brodova u liniji kako bi blokirali južni izlaz iz Kanala. Kada je pokušao napasti 23. kolovoza, suprotni vjetar spriječio ga je da se približi osmanskoj floti, a 24. kolovoza vratio se pasivno promatrati južni izlaz iz Kanala. Pisanijevo oklijevanje da se angažira može se objasniti prošlim iskustvom, koje je pokazalo da je upravljanje mletačkim kršćanskim saveznicima u bitci bilo teško. To je omogućilo Canım Hoca Mehmed-paši da premjesti svoju flotu na sjever do Butrinta i odatle izađe iz Kanala sa sjevera te zatim otplovi prema jugu duž zapadne obale Grčke i kroz Dardaneli se vrati na sigurno. Pisanijeva flota je na daljinu pratila Osmanlije, dok je većina drugih kršćanskih brodova (osim Malteških vitezova) otišla početkom rujna, kada je postalo jasno da su Osmanlije otišle.
Još uvijek se raspravlja o razlozima osmanskog povlačenja – neki smatraju odlučujućim dolazak španjolske eskadrile i vijest o skorom dolasku portugalske eskadre od 9 brodova, dok drugi izvještaji govore o pobuni u opsadnoj vojsci, ali najvjerojatniji razlog je taj što je, nakon gubitaka pretrpljenih kod Petrovaradina, serasker dobio hitnu naredbu da završi operacije kako bi njegovi ljudi mogli popuniti osmanske snage na sjevernom Balkanu. Osmanlije su na Krfu izgubile oko 15.000 ljudi, 56 topova i 8 opsadnih minobacača te velike količine opreme koju su napustili. Ukupni gubici (civilni i vojni) na strani branitelja iznosili su 30.000.

## Posljedice
Krfljani su osmansko povlačenje pripisali intervenciji svog svetca zaštitnika, Svetog Spiridona, i »čudesnoj« oluji, dok je Venecija slavila svoj posljednji veliki ratni uspjeh u svojoj povijesti, odajući Schulenburgu počasti. Dobio je doživotnu stipendiju od 5000 dukata i mač časti, kao i spomenik podignut u njegovu čast ispred ulaza u Staru tvrđavu na Krfu.
Obrana Krfa također je obilježena u Veneciji postavljanjem 3. kamenog lava na ulazu u mletački arsenal, s natpisom „anno Corcyrae liberatae”.
Dok su se osmanske trupe povlačile u zaleđe Balkana, Schulenburg i Loredan poveli su 2000 ljudi na kopnenu obalu te 2. rujna ponovno zauzeli grad Butrint (jednu od kopnenih eksklava Jonskih otoka), a 2 mjeseca kasnije, mletačka flota ponovno je zauzela Lefkadu. Dolazak pomorskih pojačanja omogućio je mletačkoj mornarici da se s više samopouzdanja bori protiv osmanske flote. Kršćanske pobjede u bitci kod Imbrosa (16. lipnja 1717.) i bitci kod Matapana (19. srpnja 1717.) eliminirale su opasnost od nove osmanske ekspedicije u Jonskom moru i omogućile povratak dviju posljednjih kopnenih mletačkih eksklava – Vonitse (19. listopada 1717.) i Preveze (4. studenog 1717.).
Unatoč uspjesima, Mletačka Republika bila je iscrpljena. Habsburška Monarhija, ohrabrena svojim pobjedama, nije bili voljna raspravljati o uvjetima, sve dok Španjolska nije pokrenula napad na habsburške posjede u Italiji te poslala istu flotu koja je navodno bila spremna pomoći Mlečanima da zauzme Sardiniju u srpnju 1717., a drugu da izvrši invaziju na Siciliju godinu kasnije. Suočeni sa zabijenjem noža u leđa, Austrijanci su pristali na pregovore s Osmanlijama, što je dovelo do Požarevačkog mira (21. srpnja 1718.), kojim su Austrijanci postigli značajne dobitke. Venecija je izgubila Moreju, Tinos i Egina, ali je uspjela zadržati Jonske otoke i njihove kopnene eksklave.

## Zanimljivost
Vivaldijev oratorij Juditha triumphans smatra se alegorijom mletačke pobjede nad Osmanlijama.